# Duff McKagan
Michael Andrew "Duff" McKagan (n. 5 februarie 1964) este un muzician și un scriitor american. Este cel mai cunoscut pentru cei 12 ani petrecuți ca basist în legendara trupă de hard rock Guns N' Roses, alături de care a avut un mare succes în întreaga lume începând cu 1987 până în 1997. Acesta și-a lansat și un album solo (Believe in Me) în 1993.
După 1997, Duff a format trupa Loaded în care este chitarist și vocalist, iar între 2002 și 2008 s-a reunit cu Slash și Matt Sorum alături de care a format trupa Velvet Revolver.

## Începutul vieții
Duff McKagan s-a născut și a crescut în Seattle într-o familie cu 8 copii, el fiind cel mai mic și a fost numit "Duff" de când avea 3 ani. A fost învățat de către fratele său mai mare Bruce să cânte la chitară bas și și-a dezvoltat abilitățile cântând în albumele '1999 al lui Prince și Damaged de la Black Flag.

## Carieră

### 1979–1985: Primii ani
Duff McKgan a declarat că a fost membrul a 31 de trupe din Seattle cântând la baterie, chitară și chitară bas, deși admite că în unele a cântat doar o dată la petreceri. În 1979, la 15 ani, McKagan a format trupa punk, The Vans, în care a cântat la bas; aceștia au lansat single-ul "School Jerks" în 1980. În acest timp, el a cântat la chitară în trupa The Living, care a deschis show-uri pentru trupe precum Hüsker Dü și D.O.A..
În 1980, Mckagan s-a alăturat trupei Fastbacks la percuție. El a apărut în single-ul lor de debut "It's Your Birthday" și în cântecul "Someone Else's Room".
În 1983, acesta s-a mutat în Los Angeles, California. Acolo i-a întâlnit pe Slash și pe Steven Adler alături de care a format o trupă de scurtă durată pe nume Road Crew. Slash a destrămat trupa deoarece nu reușeau să găsească un vocalist pe măsura așteptărilor sale, dar și din cauza neprofesionalismului lui Adler.

### 1985–1997: Guns N' Roses,Believe in Me, și Neurotic Outsiders
În iunie 1985, McKagan l-a înlocuit pe basistul Ole Beich în Guns N' Roses, trupă care a fost recent formată de către Axl Rose și Izzy Stradlin. Slash și Steven Adler s-au alăturat trupei în aceeași lună, iar după 2 zile de repetiții, trupa a cântat pentru prima dată la The Troubadour pe 6 iunie. În 1987, trupa și-a lansat albumul de debut, Appetite for Destruction care a fost vândut în peste 28 de milione de exemplare în întreaga lume, 18 milioane doar în Statele Unite fiind considerat cel mai bun album de debut din SUA. În anul următor, au lansat G N' R Lies care s-a vândut în peste 5 milioane de exemplare doar în SUA . În 1990, Steven Adler a fost concediat din cauza problemelor sale cu drogurile și a fost înlocuit cu Matt Sorum. 
În 1991 trupa a lansat Use Your Illusion I și Use Your Illusion II care s-au clasat pe locul 1 și 2 în US chart, lucru nerealizat de vreo altă trupă. În luna noiembrie a aceluiași an, chitaristul Izzy Stradlin a părăsit trupa fiind înlocuit de Gilby Clarke. În 1993, trupa a lansat albumul "The Spaghetti Incident?" ce este format doar din cover-uri, majoritatea cântecelor aparținând genului punk. Duff a cântat cu vocea 4 din cântecele albumului, printre care și "Attitude" ce aparține trupei Misfits. În același an, McKagan și-a lansat albumul solo Believe in Me în care a cântat cu vocea dar și fiecare instrument.
În 1995, Duff a format trupa Neurotic Outsiders cu Steve Jones din Sex Pistols, John Taylor din Duran Duran, și Matt Sorum, iar trupa s-a destrămat în 1997, an în care Duff a părăsit Guns N Roses.
După Guns N Roses, Duff se va căsători cu supermodelul Susan Holmes cu care va avea 2 copii. Pe plan muzical, acesta va forma diferite trupe, momentan activând cu Loaded.

## Discografie
Cu Guns N' Roses
- Appetite for Destruction (1987)
- G N' R Lies (1988)
- Use Your Illusion I (1991)
- Use Your Illusion II (1991)
- The Spaghetti Incident? (1993)

Cu The Fartz
- You, We See You Crawling (1990)

Solo
- Believe in Me (1993)
- Beautiful Disease (1999; nelansat)

Cu Neurotic Outsiders
- Neurotic Outsiders (1996)

Cu 10 Minute Warning
- 10 Minute Warning (1998)

Cu Loaded
- Dark Days (2001)
- Sick (2009)
- The Taking (2011)

Cu Velvet Revolver
- Contraband (2004)
- Libertad (2007)